# ブギウギ66
『ブギウギ66』（ブギウギシックスティー・シックス）は、2006年9月6日にリリースされた日本の歌手グループw-inds.の、20枚目のシングルである。

## 解説
- 前作「TRIAL」より約4ヶ月ぶりのリリース。
- オリコン5位を獲得し、2ndシングル「Feel The Fate」より19作連続TOP10入りを果たした。
- 通常盤(CD)・初回盤（CD+DVD）の2形態で発売。初回盤のDVDにはメイキング・オフショットが収録。通常盤の初回入荷分のみトレーディングカードが封入された。
- タイトルの66(sixty six)は、ルート66に由来する。
- この曲で、『NHK紅白歌合戦』にも出場し、3年ぶり3回目のトップバッターを務めた（対戦相手は初出場となったmihimaru GTで「気分上々↑↑」）。
- ミュージック・ビデオは、2006年8月8日にw-inds.Live Tour 2006 〜THANKS〜の神戸会場である神戸国際会館で、ライブ終了後のサプライズも兼ねて撮影された。

## 収録曲
1. ブギウギ66
（作詞:島崎貴光、シライシ紗トリ　作曲:シライシ紗トリ 編曲:田辺恵二）
2. Drive-Me-Crazy
（作詞:島崎貴光　作曲:T2ya　編曲:Koma2 Kaz）
3. If...
（作詞:島崎貴光　作曲:Tim　Christensen,Marcus　Winther-John　編曲:Koma2 Kaz）
4. ブギウギ66 (Instrumental)
（作曲:シライシ紗トリ　編曲:田辺恵二）

## タイアップ
- いろメロミックスDX CMソング(M-1)
- NTV『スポんちゅ』9月度エンディングテーマ曲(M-1)
- MTV 『Buzz ASIA』(M-1)